# Tatort: Platzverweis für Trimmel
Platzverweis für Trimmel ist ein deutscher Fernsehkrimi des NDR und wurde am 19. August 1973 im Deutschen Fernsehen ausgestrahlt. Es ist die 32. Folge der Kriminalreihe Tatort und der 6. Fall von Hauptkommissar Paul Trimmel, gespielt von Walter Richter. Trimmel hat es mit einem Mord im Zusammenhang mit dem damaligen Bundesliga-Skandal zu tun.

## Handlung
Ein Mann fährt mit einem Wagen nachts auf einen Sportplatz. Aus dem Kofferraum holt er eine Leiche, die er in einem Fußballtor ablegt, wo die Leiche am nächsten Morgen gefunden wird. Bei dem Toten handelt es sich um Louis Spindel, der aus dem Ruhrgebiet stammt, aber seit sechs Wochen in Hamburg in einer heruntergekommenen Pension gewohnt hat.
In seinem Zimmer werden mehr als sechstausend DM in bar gefunden, obwohl seine Wirtin aussagte, er habe keine Arbeit gehabt. Spindel wurde ab und an von einer Frau namens Olga besucht. Weiterhin kam jeden Mittwoch ein Mann vorbei, der Spindel eine größere Geldsumme übergab. Als „Geldbriefträger“ wird ein gewisser Jonny Feldmann ermittelt. Trimmel vermutet hinter den Zahlungen einen Hintergrund in Zusammenhang mit dem Bundesligaskandal.
Trimmels Assistent Petersen findet heraus, dass Spindel des Öfteren eine Frau besucht hat, die allerdings nicht Olga, sondern Irene Kohl hieß.
Laumen sucht Feldmann auf, der nicht sonderlich überrascht über den Tod Spindels zu sein scheint. Feldmann stellt sich ahnungslos über die Herkunft des Geldes. Höffgen ermittelt derweil, dass Spindel über 100.000 DM in Wertpapieren besaß, und dass das Geld vom Spielervermittler Prack stammte, der in den Bundesligaskandal verwickelt war. Das Geld habe Spindel als Provision für die Vermittlung eines bekannten Fußballstars gezahlt.
Trimmel fährt daraufhin ins Rheinland, wo der Tote herstammt und der Spielervermittler ansässig ist, um vor Ort die Ermittlungen fortzusetzen. Im Zug sitzt auch Feldmann sowie die Mannschaft des HSV. Feldmann wird im Zug von einem Mann namens Tuffinger auf Prack und Spindel angesprochen, Feldmann verweigert das Gespräch.
In Köln sind sowohl Trimmel als auch Feldmann im Stadion und verfolgen ein Bundesligaspiel zwischen dem 1. FC Köln und dem HSV. Im Stadion begegnet Trimmel seinem Bremer Kollegen Böck.
Feldmann trifft sich am Rande des Spiels mit einer Frau, die er mit „Frau Spindel“ anspricht. Trimmel lässt unter einem Vorwand von einem Streifenpolizisten die Personalien der Frau überprüfen. Die Dame heißt Olga Spindel und wohnt in Bonsdorf.
Trimmel folgt Frau Spindel, sie wird am Bahnhof von Tuffinger angesprochen. Die beiden steigen in ein Taxi, Trimmel misslingt die Verfolgung. Feldmann fährt derweil mit dem Zug nach Hamburg zurück, auf der Fahrt betrinkt er sich. Tuffinger kehrt zum Bahnhof zurück, Trimmel will mit ihm über Louis Spindel reden, der Mann rennt aber davon und schüttelt Trimmel abermals ab. Trimmel lässt sich zu der Adresse fahren, die Tuffinger vormals angesteuert hatte.
Feldmann ist mittlerweile nach Hamburg zurückgekehrt und bringt seine Freundin Tilly um. Trimmel führt unterdessen ein Gespräch mit der Witwe Spindels. Diese sagt, dass Feldmann sie sprechen wollte und ihr anbot, das Geld künftig an sie zu schicken, da ihr Mann jetzt tot sei. Was es mit dem Geld auf sich habe, wisse sie nicht. Ihr Mann habe vor ein paar Wochen untertauchen müssen, den Grund dafür kenne sie auch nicht. Spindel sei im örtlichen Verein tätig gewesen, habe aber als Funktionär zurücktreten müssen. Grund seien verschobene Spiele gewesen. Tuffinger habe mehr über die Geschäfte von Spindel und Prack erfahren wollen, im Gegenzug habe er ihr Hinweise auf Spindels Mörder geliefert. Frau Spindel ist überrascht, als Trimmel ihr von den 100.000 Mark ihres Mannes erzählt.
Laumen wartet am Hamburger Hauptbahnhof und passt dort Tuffinger ab, der Frau Spindel den Deal angeboten hat, er wird von den Kollegen fortan beschattet. Tuffinger ruft abends betrunken Prack an und drängt auf ein Gespräch.
Trimmel unterhält sich mit dem Trainer vom VfL Bonsdorf, dieser erzählt ihm, dass Spindel diesen (weiteren) Bundesligaskandal „erfunden“, es also niemals Manipulationen gegeben habe. Er hatte diese erfunden, um für angebliche Manipulationen Geld zu kassieren und damit das Loch in der Vereinskasse aufzufüllen. Weiterhin erfährt er, dass Spindel eine Schusswaffe besaß.
Trimmel befragt noch einmal Spindels Frau. Sie wiederholt ihre Aussage, dass sie ihren Mann nicht mehr gesehen hat bei ihrem letzten Besuch in Hamburg. Weiterhin findet Trimmel heraus, dass Tuffinger Privatdetektiv ist. Trimmel reist zurück nach Hamburg.
Prack sucht Tuffinger auf und zahlt ihm eine größere Summe Geld für sein Schweigen. Trimmel sucht kurz darauf ebenfalls Tuffinger auf. Er nimmt Tuffinger wegen Mordes an Spindel fest, zudem stellt er Tuffingers Teppich sicher, da er glaubt, dass darin die Leiche Spindels transportiert worden ist.
In einem unkonventionellen Kneipenverhör erfährt Trimmel von Tuffinger, dass dieser von Prack engagiert worden war, um den untergetauchten Spindel zu finden. Tuffinger äußert zudem den Verdacht, dass Feldmann Spindel aus Eifersucht umgebracht habe.
Trimmel und Petersen suchen Feldmann auf, der noch immer betrunken mit der Leiche seiner Freundin Tilly in seiner Wohnung ist und nicht weiß, was er machen soll. Sie dringen heimlich in seine Wohnung ein und stellen ihn. Den Mord an Spindel hat er allerdings nicht begangen. Er kam am Tatabend nach Hause und fand seine Freundin mit Spindel im Bett vor. Feldmann wollte ihn verprügeln, doch habe er seine Pistole dabei gehabt.
Spindel habe seine Pistole zur Seite gelegt, als Feldmann sich beruhigt hatte, und sagte dann, dass Feldmann sich nicht aufregen solle, da es die „alte Schlampe doch mit jedem tue“. Tilly war daraufhin in Rage geraten und erschoss Spindel. Feldmann hat daraufhin Spindels Leiche auf dem Fußballplatz abgelegt, da er doch auf den Fußballplatz gehört habe.
Feldmann war nach Köln gefahren, um die Angelegenheit damit wiedergutzumachen, dass die Spindel-Witwe wenigstens noch das Geld für die von Spindel erfundenen Manipulationen von Prack weiterhin erhalten sollte. Da sie abgelehnt hatte, meinte Feldmann, auf andere Seite Gerechtigkeit üben zu müssen und tötete deshalb Tilly. Feldmann äußert den Wunsch, in Erwartung einer lebenslangen Freiheitsstrafe wenigstens noch einmal zum Fußball gehen zu können. Trimmel erfüllt ihm den Wunsch, und Feldmann sieht noch einmal mit Trimmel zusammen seinen HSV beim Training.
Dort erklärt Feldmann Trimmel, dass Spindel einfach nur Buch geführt habe über die Elfmeterfreudigkeit der Schiedsrichter. So konnte er die Wahrscheinlichkeit berechnen, dass der Schiedsrichter einen Elfmeter pfeifen würde und Prack so vortäuschen, den Schiedsrichter bestochen zu haben und dafür zu kassieren.

## Hintergrund
Platzverweis für Trimmel thematisiert den Bundesliga-Skandal der frühen 1970er Jahre. Für den Film wurde ein fiktiver Verein namens "VfL Bonsdorf" aus der ebenfalls fiktiven Stadt erfunden. Da der Mordfall in Hamburg spielt, und Feldmann Fan des Hamburger SV ist, sind auch viele damalige Spieler des HSV in mehreren Szenen zu sehen. Das Auswärtsspiel, zu dem Feldmann ins Rheinland gefahren ist, war das Spiel 1. FC Köln gegen den Hamburger SV der Saison 1972/73 am 17. Februar 1973, also muss die Produktion des Films etwa zu dieser Zeit erfolgt sein.

## Kritik
TV Spielfilm urteilte: „Trimmel dribbelt trickreich durch den Fall“